# Sprintvärldsmästerskapen i kanotsport 1938
Sprintvärldsmästerskapen i kanotsport 1938 avgjordes i Vaxholm i Sverige 6–7 augusti 1938.Tävlingarna arrangerades av IRF. Av herrtävlingarna avgjordes tre med kanadensare och flera med kajaker. Två damtävlingar avgjordes också, båda med kajaker.

## Medaljsummering

### Hererar

#### Kanadensare
| Tävling         | Guld                                            | Tid | Silver                                          | Tid | Brons                                       | Tid |
| C-1 1000 meter  | Otto Neumüller (Tyskland)                       |     | Hans Wiedmann (Tyskland)                        |     | Bohumil Sládek (Tjeckoslovakien)            |     |
| C-2 1000 meter  | Tyskland Rupert Weinstabl Karl Proisl           |     | Tjeckoslovakien Bohuslav Karlík Jan Brzák-Felix |     | Tjeckoslovakien Václáv Mottl Zdeněk Škrland |     |
| C-2 10000 meter | Tjeckoslovakien Bohuslav Karlík Jan Brzák-Felix |     | Tyskland Rupert Weinstabl Karl Proisl           |     | Tyskland Christian Holzenberg Heinz Jürgens |     |

#### Kajak
| Tävling                 | Guld                                                                   | Tid | Silver                                                       | Tid | Brons                                                                    | Tid |
| K-1 1000 meter          | Karl Widmark (Sverige)                                                 |     | Helmut Cämmerer (Tyskland)                                   |     | Gregor Hradetzky (Tyskland)                                              |     |
| K-1 10000 meter         | Karl Widmark (Sverige)                                                 |     | Czesław Sobieraj (Polen)                                     |     | Egon Nilsson (Sverige)                                                   |     |
| K-1 10000 meter faltbåt | Arne Bogren (Sverige)                                                  |     | Kamill Balatoni (Ungern)                                     |     | Günter Nowatzki (Tyskland)                                               |     |
| K-2 1000 meter          | Tyskland Helmut Triebe Hans Eberle                                     |     | Sverige Kurt Boo Hans Berglund                               |     | Danmark Poul Larsen Vagin Jørgensen                                      |     |
| K-2 10000 meter         | Sverige Gunnar Johansson Berndt Berndtsson                             |     | Tyskland Helmut Triebe Hans Eberle                           |     | Tyskland Adolf Kainz Karl Maurer                                         |     |
| K-2 10000 meter faltbåt | Sverige Carl-Justav Hellstrandt Erik Helsvik                           |     | Sverige Sven Johansson Erik Bladström                        |     | Tyskland Kurt Kreh Johann Fuchs                                          |     |
| K-4 1000 meter          | Tyskland Ernst Kube Heini Brüggemann Ernst Strathmann Heine Strathmann |     | Tyskland Hans Rein Josef Reidel Albert Schorn Karl Aulenbach |     | Sverige Roland Karlsson Göte Carlsson Gunnar Johansson Berndt Berndtsson |     |

### Damer

#### Kajak
| Tävling       | Guld                                             | Tid | Silver                                       | Tid | Brons                              | Tid |
| K-1 600 meter | Maggie Kalka (Finland)                           |     | Maj-Britt Bergqvist (Sverige)                |     | Bofil Thirstedt (Danmark)          |     |
| K-2 600 meter | Tjeckoslovakien Marta Pavlisová Marta Zvolanková |     | Tyskland Josefa Lehmenkühler Elisabeth Kropp |     | Danmark Ruth Lange Bofil Thirstedt |     |

## Medaljligan
| Pl.   | Nation          | Guld | Silver | Brons | Totalt |
| ----- | --------------- | ---- | ------ | ----- | ------ |
| 1     | Tyskland        | 4    | 6      | 5     | 15     |
| 2     | Sverige         | 5    | 3      | 2     | 10     |
| 3     | Tjeckoslovakien | 2    | 1      | 2     | 5      |
| 4     | Danmark         | 0    | 0      | 3     | 3      |
| 5     | Finland         | 1    | 0      | 0     | 1      |
| 6     | Ungern          | 0    | 1      | 0     | 1      |
| 7     | Polen           | 0    | 1      | 0     | 1      |
| Total | Total           | 12   | 12     | 12    | 36     |

### Fotnoter
1. ↑  ”Sextonde årgången (händelserna 1938)”. Svenska Dagbladet. 26 februari 1938. https://runeberg.org/svda/1938/0217.html. Läst 5 december 2013.